# Dysgonia festinata
Dysgonia festinata là một loài bướm đêm trong họ Erebidae.